# Étoges
Étoges település Franciaországban, Marne megyében. Lakosainak száma 417 fő (2022. január 1.). Étoges Montmort-Lucy, Beaunay, Congy, Fèrebrianges, Loisy-en-Brie és Vert-Toulon községekkel határos.

## Népesség
A település népességének változása:
| Lakosok száma | 409  | 306  | 282  | 290  | 427  | 448  | 469  | 490  | 464  | 417  |
|               | 1968 | 1982 | 1990 | 2006 | 2013 | 2015 | 2017 | 2019 | 2020 | 2022 |